# Undervattenshockey

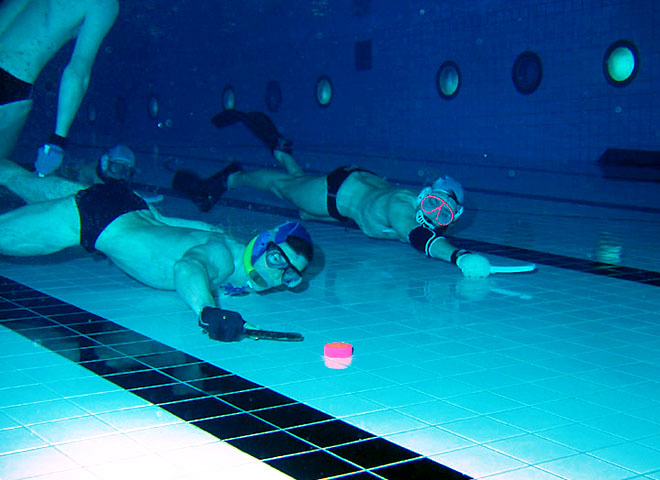
Undervattenshockeyspelare med klubbor och puck.

Undervattenshockey, uv-hockey,  lagpuckspel som utövas under ytan i 2-3,65 m djupa bassänger. Spelarna är utrustade med blå resp. vita mössor/baddräkter, klubba, mask, snorkel och simfenor. Spelet går ut på att skjuta en blytyngd puck i motståndarlagets målskena. Varje lag består av en trupp på 12 spelare, varav 10 spelare deltar i en match och av vilka 6 samtidigt finns i bassängen. Den effektiva speltiden är 2 x 15 minuter. Sporten utövas inte organiserat i Sverige men är internationellt större än Undervattensrugby (UV-Rugby).